# Anton Štrekelj
Anton Štrekelj, slovenski kmetijski strokovnjak, publicist in pedagog, * 12. februar 1875, Gorjansko, † 3. avgust 1943, Banja Luka, BiH.
Njegov oče je bil Jožef Štrekel, mati pa Marija (rojena Pavletič). Štrekelj je leta 1897 končal Višjo vinarsko-sadjarko šolo v Klosterneuburgu in se nato izpopolnjeval na Visoki šoli za kmetijstvo in vinarstvo na Dunaju. Sprva je kot potujoči učitelj  deloval na Goriškem. V letih 1907 do 1918 pa je bil ravnatelj slovenskega oddelka kmetijske šole v Gorici. Po koncu prve svetovne vojne se je pred fašizmom umaknil v Kraljevino SHS, kjer je v Mariboru nastopil službo inšpektorja oblastne uprave. Leta 1928 se je preselil v Banja Luko, kjer je v bližnji Slatini naseljeval begunce iz Goriške in Istre. Tu je ustanovil tudi kmetijsko zadrugo.
Štrekelj je pisal članke v različne strokovne časopise na Primorskem in Štajerskem. V Trstu je ustanovil in v letih 1901 ter 1902 urejal časopis Vinarski in vrtnarski list. Je tudi avtor strokovne knjige Kako dobimo dobro vinsko kapljico? (Gorica, 1908).